# مجتمع مصلای هرات

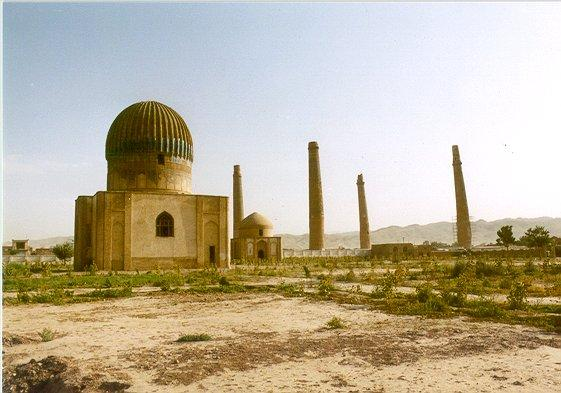
منارهای مجتمع مصلای هرات و آرامگاه گوهرشاد

متجمع مصلای هرات که توسط ملکه گوهرشاد در اواخر قرن پانزدهم میلادی طرح ریزی و تحت نظارت وی اعمار گردید، زمانی بزرگ‌ترین افتخار هرات به‌شمار می‌رفت. در مجاورت مصلا مدرسه سلطان حسین بایقرا قرار داشت.
این مصلی در سال ۱۸۸۵ میلادی عمداً توسط ارتش بریتانیا ویران گردید تا فضای بیشتری برای هنگ توپخانه که برای نبرد با روسها آمادگی می‌گرفتند ایجاد گردد! در دوره اشغال شوروی در افغانستان دوباره شدیداً آسیب دید و فقط پنج مناره آن باقی مانده‌است که دوتای آن بر اثر اصابت راکت آسیب دیده‌اند. پس از آن که حفاظ درختها از برابر آن دوره شده، باد تزیینات کاشی کاری آن را نیز از بین می‌برد. همچنان مقبره گوهرشاد با گنبد کاشیکاری شده آبی رنگ دندانه‌دار آن، شدیداً آسیب دیده است اما بخش داخلی آن در حالت بهتری قرار دارد.

## نگارخانه

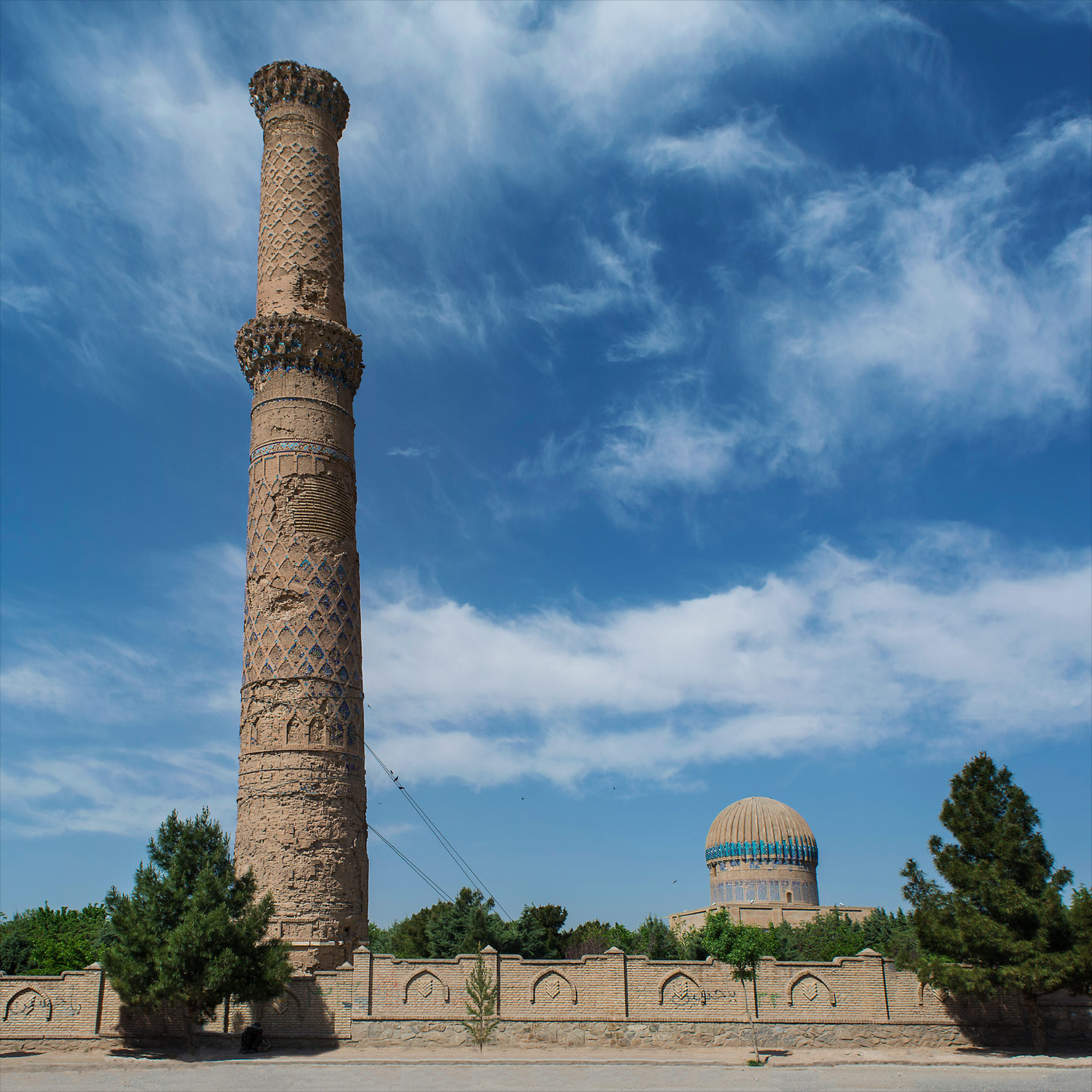
یکی از پنج مناره ی باقی‌مانده ی مصلای هرات و آرامگاه گوهرشاه بیگُم